# فرودگاه باسانگو مبولیاسا
فرودگاه باسانگو مبولیاسا (به انگلیسی: Basango Mboliasa Airport) یک فرودگاه با کد یاتا KRZ است . این فرودگاه در کشور جمهوری دموکراتیک کنگو قرار دارد و در ارتفاع ۳۱۰ متری از سطح دریا واقع شده‌است.